# Brasiella amoenula
Brasiella amoenula is een keversoort uit de familie van de loopkevers (Carabidae). De wetenschappelijke naam van de soort is voor het eerst geldig gepubliceerd in 1854 door Maximilien de Chaudoir.